# Молитвослов
Молитвослов, или Молитвеник (грч. εὐχολόγιον) је богослужбена књига која садржи молитве.
У првим вековима хришћанства збрика молитава на грчком је називана Евхологион (грч. εὐχολόγιον) од старогрчких речи грч. ευχη - "молитва" и грч. λεγω - «прикупити», која је у старословенском преводу, у првом делу правилно преведена као "Молитва", док је други део имена погрешно преведен као "реч". Зато су у савременом српском, руском и др. словенским језицима уобичејана два облика назива за збирку молитава: молитвослов и молитвеник..
Молтвослов најчешће садржи: 
- Молитве јутарње
- Поменик
- Свакодневне молитве
- Молитве у седмичне дане
- Молитве светим арханђелима за сваки дан у недељи
- Молитве у продужетку дана
- Молитве вечерње
- Молебан и поклоњење Господу Исусу Христу
- Молитвени уздасу Господу Исусу Христу
- Изабрани молебни канони и акатисти
- Молитвено правило пред Свето Причешће
- Молитвено правило после Светог Причешћа
- Молитвено правило о Васкрсу
- Молитве Господу Исусу Христу
- Молитве Мајци Божијој
- Богородичино правило
- Општи тропари и кондаци
- Свакодневни тропари и кондаци
- Празнични тропари и кондаци
- Васкршњи тропари и кондаци
- Тропари и кондаци изабраним светитељима
- тропари и кондаци Србима светитељима
- Молитве у невољама и душевним патњама
- Молитве за ближње
- Молитве у разним приликама
- Молитве за породично благостање
- Молитве за децу
- Молитве у болестима
- Молитве за упокојене

Православне молитве могу укључивати и друге молитве, чија се композиција може значајно разликовати.